# Арма Тауншип (округ Міффлін, Пенсільванія)
Арма Тауншип (англ. Armagh Township) — селище (англ. township) в США, в окрузі Міффлін штату Пенсільванія. Населення — 4018 осіб (2020).

## Демографія
Згідно з переписом 2010 року, у селищі мешкали 3863 особи в 1535 домогосподарствах у складі 1043 родин. Було 2046 помешкань
Расовий склад населення:
| - 98,7 % — білих - 0,3 % — азіатів - 0,1 % — корінних американців - 0,1 % — чорних або афроамериканців |

До двох чи більше рас належало 0,8 %. Частка іспаномовних становила 0,2 % від усіх жителів.
За віковим діапазоном населення розподілялося таким чином: 24,3 % — особи молодші 18 років, 58,4 % — особи у віці 18—64 років, 17,3 % — особи у віці 65 років та старші. Медіана віку мешканця становила 41,8 року. На 100 осіб жіночої статі у селищі припадало 101,4 чоловіків;  на 100 жінок у віці від 18 років та старших — 98,7 чоловіків також старших 18 років.
Середній дохід на одне домашнє господарство  становив 57 566 доларів США (медіана — 49 125), а середній дохід на одну сім'ю — 60 621 долар (медіана — 51 012). Медіана доходів становила 42 287 доларів для чоловіків та 34 235 доларів для жінок. За межею бідності перебувало 11,7 % осіб, у тому числі 28,9 % дітей у віці до 18 років та 6,9 % осіб у віці 65 років та старших.
Цивільне працевлаштоване населення становило 1633 особи. Основні галузі зайнятості: освіта, охорона здоров'я та соціальна допомога — 24,5 %, виробництво — 20,7 %, роздрібна торгівля — 13,0 %, мистецтво, розваги та відпочинок — 10,2 %.